# Elecciones presidenciales de Seychelles de 2006
Las elecciones presidenciales de Seychelles de 2006 tuvieron lugar en julio del mencionado año con el objetivo de elegir al presidente de la república para el período 2006-2011. Fue la cuarta elección presidencial desde la restauración del multipartidismo, y la primera elección presidencial directa de la historia de Seychelles en la cual France-Albert René no fue candidato. France-Albert, del Frente Progresista del Pueblo de Seychelles (FPPS), había dimitido en 2004, habiendo gobernado el país desde 1977, siendo reemplazado por James Michel, su vicepresidente.  Michel se presentó para un mandato completo. Sus competidores fueron los mismos que en la anterior elección, Wavel Ramkalawan, del Partido Nacional de Seychelles (aunque en esta ocasión fue apoyado no solo por su partido, sino también por el Partido Democrático), y Phillipe Boullé, que se presentó como candidato independiente.
Aunque Ramkalawan logró incrementar ligeramente su resultado anterior y disminuir la diferencia que tuvo con France-Albert en 2001, Michel obtuvo un triunfo en primera vuelta con el 53.79% de los votos y algunos votos de más con respecto a los que obtuvo su predecesor en la elección anterior. Ramkalawan obtuvo el 45.71% y Boullé tan solo 314 votos, perdiendo 100 con respecto a 2001 y obteniendo el 0.56% de los votos restantes. La participación fue masiva, del 88.69% del electorado registrado.

## Resultados
|  | 53.79 % |

|  | 45.71 % |

|  | 0.56 % |

|  | 98.72 % |

|  | 1.28 % |

|  | 100.00 % |

|  | 88.69 % |